# تاريخ التفكير العلمي

## التفكير العلمي عند قدماء المصريين
كان المصريون القدماء أصحاب مدينة إنسانية عريقة وتشهد الأهرامات والمعبد و الآثار التي خلفوها بذلك المستوى الحضاري العريق الذي وصلوا إليه.
وإذا حللنا اتجاهات التفكير في مصر القديمة لوجدنا أن له طابعين .
أحدهما:اتصال الوثيق له بالدين.فقد انصب معظم تفكير المصريين القدماء حول الخلود ويوم الحساب واسترضاء الآلهة. ومن أمثبة ماخلفوه لنا كتاب الموتى الذي يعتبر أثرا ناطقا بقوة إيمانهم بالخلود وسمو آدابهم .ولقد كان من أثر إيمانهم بالدين أن أصبح للكهنة نفوذ كبير عليهم حتى في النواحي العلمية.
ثانيهما: اتجاه إلى النحية التطبيقية لتحقيق غايات نفعية. ولذلك برعوا في التخطيط والهندسة والحساب والطب والفلك والزراعة فقد اتضح من دراسة أوراق البردى أنهم أخذوا بقسط وافر من كل هذه العلوم. ولم تكن فكرة البحوث الاجتماعية غريبة عليهم فقد سجل هيرودوت الأبحاث التي كان يجريها ملوك مصر عن السكان والثروة لمعرفة حالة السكان واحتياجاتهم وحادة كل إقليم من الغلال والمقدار الذي يجب أن يحفظ لكل أقليم.ويؤخذ على المصريين القدماء أنهم ربطو كل شئ وكل ظاهرة بالآلهة ولم يتركوا لنا قوانين أو نظريات علمية تفسر الظواهر المختلفة ولم ينظموا معلوماتهم تنظيما منهجيا سليما أي أنهم لم يوفقوا في الوصول إلى فكرة العلم المنظم القائم على الملاحظة والتجريب.

## التفكير العلمي عند الأغريق
برع اليونانيون في كثير من نواحي النشاط الإنساني وبلغوا شأن عظيما في العلوم التأملية التي تستند إلى النظر العقلي المجرد، فبحثوا في كثير من مسائل الفلسفة متحررين من قيود الدين وألفوا علما للأخلاق يوازن بين الرذيلة والفضيلة موازنة جدلية ويعرف الفضيلة وشروطها وأنواعها.
ونصي الإغريق في خلق المنهج العلمي القائم على الأسلوب الاستقرائي كان ضئيلا غاية الضآلة، ذلك لأن عبقريتهم كانت قياسية أكثر مما كانت استقرائية كما كانت نظرتهم إلى العالم نظرة الشاعر لا نظرة العالم.

## التفكير العلمي عند العرب
إذا انتقلنا إلى الدولة العربية لتتبع الأثر الذي استحدثة علماء العرب في تقدم الطريقة العلمية وجدنا أن نصيبهم في خلق المنهج العلمي كان كبيرا. فالفكر العربي في جوهره كان تجريبيا، تجاوز الحدود الصورية لمنطق أرسطو واتخذ الملاحظة والتجربة مصدرا لعلمة . وكتن هذا الفكر التجريبي يربط بين التأمل النظري والممارسة العلمية ويتجة إلى التحديد الكمي.